# 現代思想研究会
現代思想研究会（げんだいしそうけんきゅうかい）は、1960年から1961年まで存在した日本の研究団体である。60年安保改定阻止運動に加わっていた知識人が中心となり、日米安全保障条約改訂後の1960年8月に発足した。

## 概要
清水幾太郎、浅田光輝、鶴見俊輔らが発起人となって発足した。鶴見は発起人に、丸山眞男、久野収、竹内好、日高六郎などを誘えと清水に提案したが、安保条約改定阻止の目標を反安保から民主主義擁護にすり替えた張本人として拒絶した。
吉本隆明にも発起人を要請したが、断られた。吉本はその理由を週刊誌に答えている。
1960年8月27日に東京神田の学士会館で「現代思想研究会発起人会」をおこなった。9月下旬に学士会館で第一回研究会を開き、清水が経過報告を、香山健一と山田宗睦が研究発表をおこない、翌月タイプ印刷の『現代思想』1号を刊行、翌年4月に現代思潮社から『現代思想』を創刊（1961年5月号）、清水が責任編集、編集委員は清水、三浦つとむ、竹内芳郎、浅田光輝、香山健一、中嶋嶺雄。
しかし、村上一郎は現代思想研究会からすぐに離脱し、浅田光輝も1961年夏頃に離脱する。浅田はその理由を以下記している。
浅田がこのように感じたのは、共産党は「論証ヌキの諸悪の権化」「ブントと全学連は神のごとく絶対無謬」とされており、竹内芳郎は、現代思想研究会に「『日共憎し』の私怨が張って」おり、思想的追及が浅くなったとして、竹内も三浦つとむも離脱する。
共産党側は、1960年9月5日付の『アカハタ』で、現代思想研究会はトロツキストに同調する冒険主義思想を喧伝する組織を目指しており、学者・文化人などの支持者は「きわめて少数とみられている」と批判しており、『前衛』も『アカハタ』編集委員による趣意書批判を掲載した。
「キューバ革命の夕」を主催、「樺美智子追悼集会」を共同開催した。
『現代思想』は、1961年11月・12月合併号で休刊、現代思想研究会も解散した。

## 発起人
- 清水幾太郎
- 浅田光輝
- 村上一郎
- 樺俊雄
- 鶴見俊輔
- 三浦つとむ
- 高根正昭
- 香山健一
- 篠原正瑛

## 趣意書
- 第一に、安保条約改定反対運動のなかで、指導部が必ずしも民衆の広汎かつ強烈なエネルギーを有効に闘う方向で組織し得ず、しばしば運動を一定の固定された枠の中に抑圧するという誤りをおかした事実について、とりわけ共産党の犯したいくつかのお重大な誤りについて、徹底的な批判と率直で深刻な自己批判とが今後の運動の前進にとって不可欠であるということ。
- 第二に、（中略）全学連の果たした積極的役割を正当に評価することが必要であること。
- 第三に、（中略）労働者階級の指導性というものが、如何にして確立され、貫かれるべきかという問題について、改めて真剣な検討がなされるべきであること。
- 第四に、安保条約改定反対運動における誤謬や不充分さの技術上の問題に止めることなく、思想の次元にまで掘り下げた根底的批判たらしめ、その基礎の上に新しい前進の方向を定めることが必要であること。そしてその際、一切の権威主義と神話は否定されるべきこと。